# Wasa von der Goltz
Wasa Aristides Freiherr von der Goltz (* 16. Oktober 1807 in Königsberg; † 26. September 1874 ebenda) war ein preußischer Generalleutnant.

## Leben

### Herkunft
Wasa war ein Sohn von Julius von der Goltz (1764–1837) und dessen Ehefrau Henriette, geborene von Wedelstaedt (1770–1854). Sein Vater war Professor der Rechte an der Albertus-Universität Königsberg und der preußische Generalleutnant Gustav von der Goltz (1801–1870) war sein älterer Bruder.

### Militärkarriere
Goltz studierte zunächst Rechtswissenschaften an der Universität in seiner Heimatstadt. Am 3. August 1825 trat er in das 1. Infanterie-Regiment der Preußischen Armee ein und avancierte bis Mitte Februar 1827 zum Sekondeleutnant. Von 1832 bis 1834 war er Adjutant des II. Bataillons und wechselte anschließend Anfang Dezember mit der Versetzung zum 3. Kürassier-Regiment die Waffengattung. 1837 wurde Goltz Regimentsadjutant und Ende April 1843 als Adjutant zur 1. Kavallerie-Brigade kommandiert. Er stieg Ende November 1843 zum Premierleutnant auf, wurde am 27. März 1847 unter Beförderung zum Rittmeister in die Adjutantur versetzt und als Adjutant zur 1. Division kommandiert. Zugleich war Goltz ab Mitte Februar 1848 auch als Direktor der Divisionsschule der 1. Division tätig. Am 17. Dezember 1851 wurde er Eskadronchef im 1. Leib-Husaren-Regiment und Mitte Juli 1854 unter Belassung in dieser Stellung zum Major befördert. Anfang August 1855 stieg er zum etatmäßigen Stabsoffizier auf, war vom 3. Juni 1856 bis zum 8. Juli 1857 im Garde-Husaren-Regiment tätig und wurde anschließend Kommandeur des 6. Ulanen-Regiments. Als solcher avancierte er bis Mitte Oktober 1861 zum Oberst und wurde am 9. Januar 1864 unter Stellung à la suite seines Regiments Kommandeur der 4. Kavallerie-Brigade in Bromberg. Mitte Juni 1865 folgte seine Beförderung zum Generalmajor und während der Mobilmachung anlässlich des Deutschen Krieges übertrug man ihm 1866 das Kommando über die 3. Schwere Kavallerie-Brigade im Kavalleriekorps der 1. Armee. Goltz nahm an der Schlacht bei Königgrätz und dem Gefecht bei Preßburg teil.
Nach dem Friedensschluss übernahm Goltz am 17. September 1866 wieder seine Brigade und für sein Verhalten während des Krieges erhielt er Ende des Monats den Roten Adlerorden III. Klasse mit Schwertern. Unter Verleihung des Charakters als Generalleutnant wurde er am 13. Juni 1867 mit Pension zur Disposition gestellt.

### Familie
Goltz verheiratete sich am 9. Juli 1841 in Königsberg mit Jakobine Oltersdorf (1819–1896), Tochter des Bauinspektors Karl Gustav Oltersdorf. Die Ehe blieb kinderlos.